# 2-メチルクエン酸シンターゼ
2-メチルクエン酸シンターゼ(2-methylcitrate synthase、EC 2.3.3.5)は、以下の化学反応を触媒する酵素である。
プロピオニルCoA + 水 + オキサロ酢酸{\displaystyle \rightleftharpoons }(2R,3S)-2-ヒドロキシブタン-1,2,3-トリカルボン酸 + 補酵素A
従って、この酵素の基質はプロピオニルCoAと水とオキサロ酢酸の3つ、生成物は(2S,3R)-3-ヒドロキシブタン-1,2,3-トリカルボン酸（2-メチルクエン酸）と補酵素Aの2つである。
この酵素は転移酵素、特にアシル基をアルキル基に変換するアシルトランスフェラーゼに分類される。系統名はプロピオニルCoA:オキサロ酢酸 C-プロパノイルトランスフェラーゼ (チオエステル加水分解, 1-カルボキシエチル形成)(propanoyl-CoA:oxaloacetate C-propanoyltransferase (thioester-hydrolysing, 1-carboxyethyl-forming))である。この酵素は、プロピオン酸の代謝に関与している。